# Chlorostilbon alice
Chlorostilbon alice là một loài chim trong họ Trochilidae.